# Nagy Vince (színigazgató)
Nagy Vince (Szatmár, 1855 – Polgárdi, 1898. december 4.) igazgató, művezető, országos tejgazdasági felügyelő.

## Életútja
Mint fiatal bölcsész került az 1870-es évek közepén a fővárosba és Evva Lajos színházigazgató pártfogása révén 1876-ban a Népszínház ellenőre lett. Itt megkedvelte a színházat és abbahagyva tanulmányait, 1881-ig a Népszínház kötelékében maradt, előbb mint ellenőr, később mint rendező. 1883-ban Evva Lajos helyettese volt annak bécsi tartózkodása alatt. 1883-ban igazgatást vállalt Szegeden és oly kitűnő társulatot toborzott össze, aminő még azelőtt nem volt Szegeden. Később Budán és Debrecenben is volt igazgató, majd egy évi pihenés után 1886-ban Ditrói Mór reá bízta a Thália- szövetkezet vezetését. Ennek feloszlása után 1889-ben Kolozsvárott rendező lett, azután pedig innen búcsút mondott a színészetnek és 1890 májusától a Földművelésügyi Minisztériumban hivatalnoki állást foglalt el, mint országos tejgazdasági felügyelő. Gyakran tűzött műsorra operetteket. Halálát szívszélhűdés, szívbillentyű bántalom okozta. Koporsója felett Rákosi Jenő és Evva Lajos mondott búcsúztatót. Eltemették a Kerepesi úti temetőben.

## Működési adatai
1885: Szeged, Nagyvárad; 1885 telén szünetelt; 1886–87: Debrecen